# Барни Олдфилд мчится, спасая жизнь
«Барни Олдфилд мчится, спасая жизнь» (англ. Barney Oldfield's Race for a Life) — американский короткометражный комедийный фильм Мака Сеннета.

## Сюжет
Добрая Мэйбл отвергает ухаживания неприятного мужчины, который, в свою очередь, вместе со своими приспешниками хватает её и приковывает к железнодорожным путям. Её парень просит о помощи Барни Олфилда, который залезает в свою гоночную машину и мчится её спасать.

## В ролях
| Актёр          | Роль              |
| -------------- | ----------------- |
| Мэйбл Норманд  | Мэйбл             |
| Мак Сеннет     | застенчивый жених |
| Форд Стерлинг  | злой соперник     |
| Барни Олдфилд  | автогонщик Сам    |
| Реймонд Хаттон |                   |
| Уильям Хаубер  | селянин           |
| Хелен Холмс    | селянка           |
| Руб Миллер     |                   |
| Кармен Филлипс |                   |